# 33555 Nataliebush
33555 Nataliebush este o planetă minoră (asteroid), cu un diametru de 2,177 km, din centura de asteroizi. A fost descoperită pe 10 mai 1999 la Experimental Test Site⁠(d) de Lincoln Near-Earth Asteroid Research. 
Obiectul prezintă o orbită caracterizată de o semiaxă mare de 2,2706967 UAi, o excentricitate de 0,11, o înclinație de 5,21132 ° în raport cu ecliptica.